# Лопес, Майтане
Майта́не Ло́пес Милья́н (исп. Maitane López Millán; род. 13 марта 1995, Агилас, Мурсия) — испанская футболистка, полузащитник американского клуба «Чикаго Старз».

## Клубная карьера
В июне 2015 года «Леванте» объявил о переходе Лопес из клуба «Кольеренсе». Она провела в команде пять лет, после чего перешла в «Реал Сосьедад», где провела всего один сезон. В июле 2021 года Лопес подписала контракт на два года с «Атлетико Мадрид».

## Карьера в сборной
В октябре 2019 года после травм Аманды Сампедро и Виргинии Торресильи Лопес впервые была вызвана в основную сборную Испании на матч против сборной Чехии, но так и не вышла на поле. Майтане дебютировала в составе сборной спустя два года в товарищеском матче против Сборной Марокко.

## Личная жизнь
Отец Лопес имеет баскские корни. Её дяди — Айтор, и Луис Лопес, также были профессиональными футболистами.

## Достижения
«Атлетико Мадрид»
- Обладательница Кубка Испании: 2022/23